# Pagalungan
Pagalungan (Bayan ng Pagalungan) är en kommun i Filippinerna. Kommunen ligger på ön Mindanao, och tillhör provinsen Maguindanao. Folkmängden uppgår till 25 908 invånare.
Pagalungan är indelat i 12 barangayer.